# Strikezonen

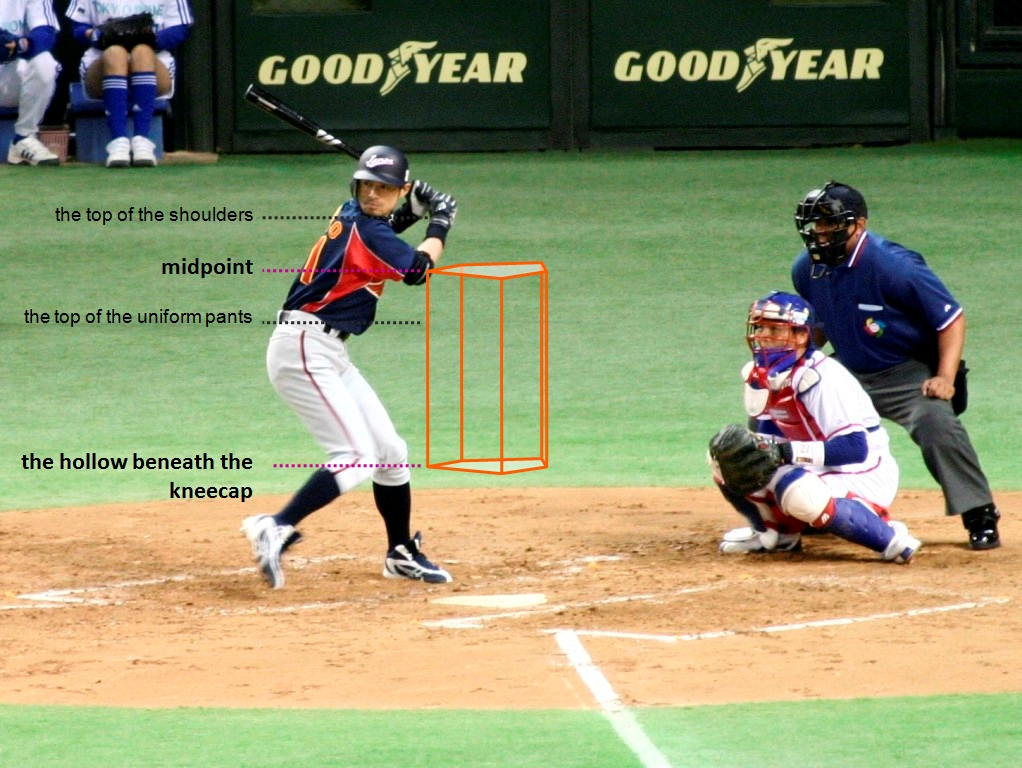
En illustration av strikezonen.

Strikezonen är en tänkt zon i baseboll som finns mellan slagmannens knä och mitt över bröstet samt över hemplattan.
Strikezonen är en subjektiv bedömning och eftersom det är domaren som dömer kan det ibland bli meningsskiljaktigheter mellan domaren och pitchern och/eller slagmannen. Vissa domare är kända för att ha en "stor" strikezon medan andra har en "liten" strikezon.